# Pont del Barranc del Bosc
El Pont del Barranc del Bosc és un pont del municipi de Castell de Mur, en territori del poble de Cellers a l'antic terme de Guàrdia de Tremp.
És a prop de l'extrem sud del terme municipal, en el Congost de Terradets, a la dreta de la Noguera Pallaresa. És el pont per on el ferrocarril de la línia Lleida - la Pobla de Segur superen el tall del barranc del Bosc en aquest indret. Al costat de llevant del pont del ferrocarril hi ha un altre pont, que acull la carretera C-13, que podria anomenar-se igual, tot i que el nom tradicional de Pont del Barranc del Bosc es refereix al del ferrocarril.